# Cor Braasem
Cornelius Braasem, detto Cor (Soemoeran, 15 marzo 1923 – Alicante, 14 febbraio 2009), è stato un pallanuotista e allenatore di pallanuoto olandese, vincitore di una medaglia di bronzo all'olimpiade di Londra 1948 e di un oro ai Campionati Europei 1950.
Ha disputato anche i Giochi di Helsinki 1952.
Terminata la carriera da giocatore, intraprese quella di allenatore stabilendosi in Spagna. Tornò in patria nel periodo 1959-1962, allenando i Paesi Bassi ai Giochi di Roma 1960. Finita questa esperienza tornò in Spagna.